# George Waggner
George Waggner est un réalisateur et scénariste américain, né le 7 septembre 1894 à New York et mort le 11 décembre 1984 à Hollywood.
Il a également été producteur de cinéma, acteur et réalisateur de bande-son.
Il est aussi connu sous les pseudonymes George WaGGner, George Waggener, George Waggoner, Joseph West ou encore George waGGner.

## Biographie
George Waggner entame des études médicales à l’université des sciences de Philadelphie mais celles-ci sont interrompues par la Première Guerre mondiale : Waggner choisit alors de s’enrôler.
Il commence sa carrière cinématographique comme acteur en 1921 dans The Sheik où il interprète le rôle de Yousayef, un chef tribal. En 1924, il interprète le rôle de Buffalo Bill dans Le Cheval de fer de John Ford. Avec l'avènement du cinéma parlant et le succès des films musicaux au début des années 1930, il devient compositeur et parolier, puis passe très vite à l'écriture.
Entre-temps, il se marie avec Danny Shannon avec laquelle il aura une fille Shy en 1924.
En 1932, il signe Gorilla Ship (en) un petit film d'aventures, puis treize scénarios jusqu'en 1935. En 1936, il rencontre John Wayne sur le film Les Écumeurs de la mer et écrit pour lui l'année suivante Chasseurs d'images. Il passe derrière la caméra en 1938 avec Western Trails (en) et brillera ensuite en tant que réalisateur avec de nombreux westerns et films d’aventures qu'il écrira lui-même sous le pseudonyme de Joseph West.
George Waggner change de registre en 1941 avec Le Loup-garou, un film fantastique, puis revient au western et produit la même année Badlands of Dakota (en), un  genre auquel il restera fidèle. À partir de 1950, il collabore à des séries télévisées : Cheyenne, Maverick et La Grande Caravane jusqu'à la fin de sa carrière en 1968.

## Filmographie partielle

### Comme réalisateur

#### Cinéma
- 1933 : Les Gaietés du collège (The Sweetheart of Sigma Chi) d'Edwin L. Marin
- 1938 : Western Trails (en)
- 1938 : Outlaw Express (en)
- 1938 : Black Bandit (en)
- 1938 : Guilty Trails (en)
- 1938 : Prairie Justice (en)
- 1938 : Ghost Town Riders (en)
- 1939 : The Phantom Stage (en)
- 1939 : Honor of the West (en)
- 1939 : Les Pirates de l'air (Mystery Plane)
- 1939 : Wolf Call (en)
- 1939 : Stunt Pilot (en)
- 1940 : Drums of the Desert (en)
- 1941 : L'Île de l'épouvante (Horror Island)
- 1941 : L'Échappé de la chaise électrique (Man Made Monster)
- 1941 : Au sud de Tahiti (South of Tahiti)
- 1941 : Le Loup-garou (The Wolf Man)
- 1942 : Sealed Lips (en) de   George Waggner
- 1944 : La Passion du docteur Hohner (The Climax) de George Waggner
- 1945 : Frisco Sal (en)  de   George Waggner
- 1945 : Shady Lady (en)
- 1946 : Tanger (Tangier)
- 1946 : La Course au bonheur (Sweetheart of Sigma Chi)
- 1947 : La Vallée maudite (Gunfighters)
- 1949 : Le Bagarreur du Kentucky (The Fighting Kentuckian)
- 1951 : Opération dans le Pacifique (Operation Pacific)
- 1957 : Destination 60 000
- 1957 : L'Indien blanc (en) (Pawnee)
- 1959 :  Passage secret (Mission of Danger) (coréalisation avec Jacques Tourneur)
- 1961 : Fury River (coréalisation avec Jacques Tourneur)
- 1962 : Red Nightmare (en)
- 1964 : Le Massacre de la colline noire (Gold, Glory and Custer)

#### Télévision
- 1958 : Jack the Ripper
- 1958 : Destination Nightmare
- 1958 : The Veil

### Comme scénariste
- 1935 : L'Amour est maître (The Healer) de Reginald Barker
- 1935 : The Cowboy Millionaire d'Edward F. Cline
- 1936 : Don't Get Personal de William Nigh